# 季節風 (小説)
『季節風』（きせつふう）は、重松清による日本の短編小説集。
「産経新聞夕刊」に掲載されたオムニバス作品を季節ごとにまとめ、春・夏・秋・冬の全4巻が文藝春秋から刊行された。各巻12話、計48話が収録されており、全作とも主人公が異なる。一部、文芸雑誌などに掲載された作品も含まれる。

## 書誌情報
- 『季節風・春 ツバメ記念日』 2008年3月15日発売、ISBN 978-4-16-326800-2
- 『季節風・夏 僕たちのミシシッピ・リバー』 2008年6月15日発売、ISBN 978-4-16-327100-2
- 『季節風・秋 少しだけ欠けた月』 2008年9月15日発売、ISBN 978-4-16-327390-7
- 『季節風・冬 サンタ・エクスプレス』 2008年12月15日発売、ISBN 978-4-16-327670-0

装丁は吉田篤弘・吉田浩美によるもので、それぞれ「青春」「朱夏」「白秋」「玄冬」を象徴する、青・赤・白・黒を基調としたデザインとなっている。

## 収録作品

### 春 ツバメ記念日
- めぐりびな
- 球春
- 拝復、ポンカンにて
- 島小僧
- よもぎ苦いか、しょっぱいか
- ジーコロ
- さくら地蔵
- せいくらべ
- 霧を往け
- お兄ちゃんの帰郷
- 目には青葉
- ツバメ記念日

### 夏 僕たちのミシシッピ・リバー
- 親知らず
- あじさい、揺れて
- その次の雨の日のために
- ささのは さらさら
- 風鈴
- 僕たちのミシシッピ・リバー
- 魔法使いの絵の具
- 終わりの後の始まりの前に
- 金魚
- べっぴんさん
- タカシ丸
- 虹色メガネ

### 秋 少しだけ欠けた月
- オニババと三人の盗賊
- サンマの煙
- 風速四十米
- ヨコヅナ大ちゃん
- 少しだけ欠けた月
- キンモクセイ
- よーい、どん!
- ウイニングボール
- おばあちゃんのギンナン
- 秘密基地に午後七時
- 水飲み鳥、はばたく
- 田中さんの休日

### 冬 サンタ・エクスプレス
- あっつあつの、ほっくほく
- コーヒーもう一杯
- 冬の散歩道
- サンタ・エクスプレス
- ネコはコタツで
- ごまめ
- 火の用心
- その年の初雪
- 一陽来復
- じゅんちゃんの北斗七星
- バレンタイン・デビュー
- サクラ、イツカ、サク